# São José de Espinharas
São José de Espinharas là một đô thị thuộc bang Paraíba, Brasil. Đô thị này có diện tích 725,654 km², dân số năm 2007 là 4452 người, mật độ 6,1 người/km².